# Nelepeč-Žernůvka
Nelepeč-Žernůvka, bis 1995 Nelepeč, ist eine Gemeinde in Tschechien. Sie liegt drei Kilometer südwestlich von Tišnov und gehört zum Okres Brno-venkov.

## Geographie
Nelepeč-Žernůvka befindet sich in der Böhmisch-Mährischen Höhe. Nelepeč liegt im Tal des Baches Bolehlávka und Žernůvka einen reichlichen Kilometer südöstlich davon an der Einmündung der Bolehlávka in die Závistka. Nordöstlich erhebt sich die Kozí brada (366 m), im Südosten der Bačkovec (419 m), südlich der Nad Zámkem (476 m) und im Nordwesten der Pasník (543 m).
Nachbarorte sind Předklášteří im Norden, Tišnov im Nordosten, Závist im Osten, Hradčany und Březina im Südosten, Vohančice und Pejškov im Süden, Čížky und Deblín im Südwesten, Úsuší und Kuřimské Jestřabí im Westen sowie Falcov, Chytálky, Mezihoří und Dolní Loučky im Nordwesten.

## Geschichte
Die erste schriftliche Erwähnung der zur Herrschaft Deblín gehörigen Dörfer Nelepeč und Žernůvka erfolgte in einem aus der Zeit um 1390 stammenden Verzeichnis des Nachlasses von Jan von Lomnice und Deblín. Die Herren von Lomnice hielten den Besitz bis 1415 und verkauften ihn dann an Archleb von Veteřov. Während der Hussitenkriege wurde die Gegend geplündert. Besitzer der Herrschaft Deblín wurden zu dieser Zeit die Herren von Boskowitz, die die Herrschaft 1466 an die königliche Stadt Brünn verkauften.
Nach der Aufhebung der Patrimonialherrschaften gehörten Nelepeč und Žernůvka ab 1850 als Ortsteile zur Gemeinde Úsuší im Brünner Bezirk und Gerichtsbezirk Tischnowitz. Seit 1896 gehörten die Dörfer zum neu gebildeten Bezirk Tischnowitz. 1921 entstand die Gemeinde Nelepeč mit dem Ortsteil Žernůvka. 1930 gründete die Kongregation der barmherzigen Schwestern des 3. Ordens des heiligen Franziskus unter dem Schutz dem Heiligen Familie (Kongregace Milosrdných sester III. řádu sv. Františka pod ochranou Svaté Rodiny) in Žernůvka ein Kloster. Nach der Auflösung des Okres Tišnov kam die Gemeinde Nelepeč mit Beginn des Jahres 1961 zum Okres Brno-venkov. Zum 1. April 1995 änderte die Gemeinde ihren Namen in Nelepeč-Žernůvka. Gepfarrt ist das Dorf nach Deblín. Das Klostergebäude dient heute als Seniorenheim.

## Gemeindegliederung
Die Gemeinde Nelepeč-Žernůvka besteht aus den Ortsteilen Nelepeč (Nelepetsch) und Žernůvka (Schernuwka).

## Sehenswürdigkeiten
- Klosterkapelle der schmerzhaften Jungfrau Maria in Žernůvka, erbaut 1930 von Jan Zeman, heute als öffentliche Kapelle genutzt
- ehemaliges Kloster Žernůvka, erbaut 1930 von Jan Zeman, heute Seniorenheim Domov sv. Alžběty